# Combat Rock
Combat Rock – album punkrockowego zespołu The Clash. Nagrany w Ear Studios w Londynie (wrzesień 1981), Electric Lady Studios w Nowym Jorku (listopad 1981 – styczeń 1982) oraz Wessex Studios w Londynie (kwiecień 1982). Wydany 14 maja 1982 przez wytwórnię Epic Records.

## Utwory
1. „Know Your Rights” (Strummer/Jones) – 3:39
2. „Car Jamming” (Strummer/Jones/Simonon/Headon) – 3:58
3. „Should I Stay or Should I Go” (Strummer/Jones/Simonon/Headon) – 3:06
4. „Rock the Casbah” (Strummer/Jones/Simonon/Headon) – 3:44
5. „Red Angel Dragnet” (Strummer/Jones/Simonon/Headon) – 3:48
6. „Straight to Hell” (Strummer/Jones/Simonon/Headon) – 5:30
7. „Overpowered by Funk” (Strummer/Jones/Simonon/Headon) – 4:55
8. „Atom Tan” (Strummer/Jones/Simonon/Headon) – 2:32
9. „Sean Flynn” (Strummer/Jones/Simonon/Headon) – 4:30
10. „Ghetto Defendant” (Strummer/Jones/Simonon/Headon) – 4:45
11. „Inoculated City” (Strummer/Jones/Simonon/Headon) – 2:43
12. „Death Is a Star” (Strummer/Jones/Simonon/Headon) – 3:08

## Skład
- Joe Strummer – wokal, gitara
- Mick Jones – wokal, gitara
- Paul Simonon – gitara basowa, wokal
- Topper Headon – perkusja, (pianino i gitara basowa w „Rock the Casbah”)

### gościnnie
- Allen Ginsberg – wokal („Ghetto Defendant”)
- Futura 2000 – wokal („Overpowered by Funk”)
- Ellen Foley – dalszy wokal („Car Jamming”)
- Joe Ely – dalszy wokal („Should I Stay or Should I Go?”)
- Tymon Dogg – pianino („Death Is a Star”)
- Poly Mandell – instrumenty klawiszowe („Overpowered by Funk”)
- Gary Barnacle – saksofon („Sean Flynn”)